# Mitsubishi
La Mitsubishi Keiretsu (三菱グループ?, Mitsubishi Gurūpu, Gruppo Mitsubishi) è la più grande holding finanziaria del Giappone, ed una delle più importanti del mondo.

## Storia

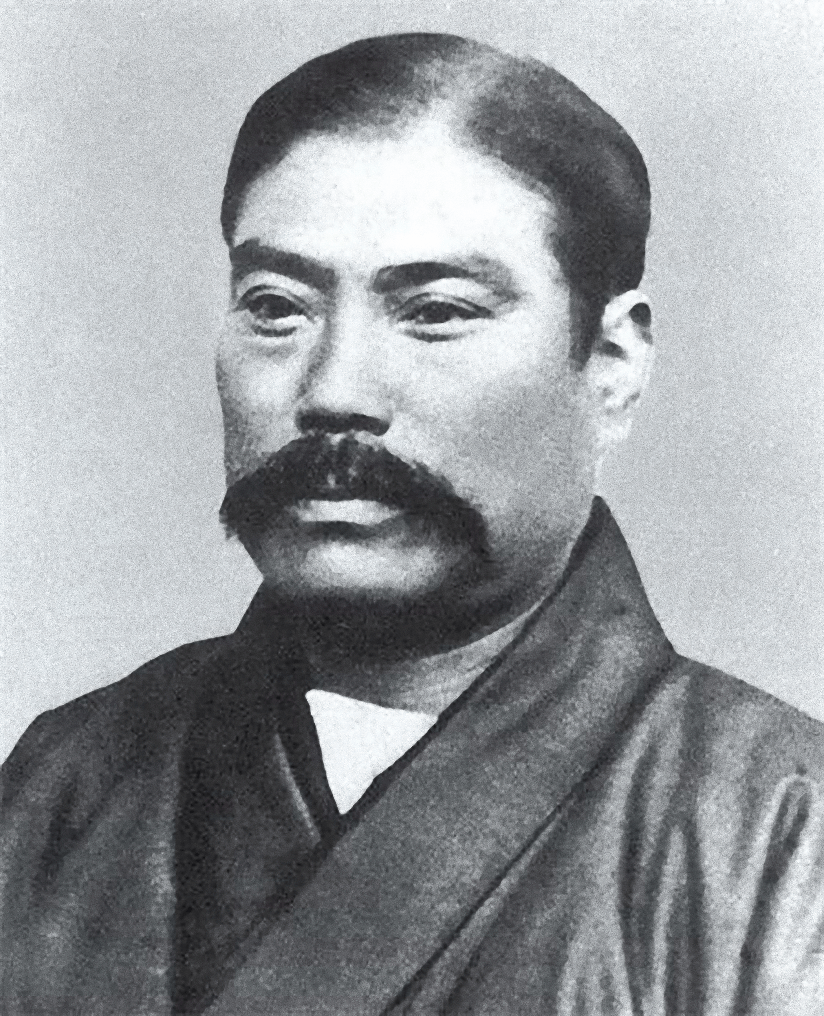
Yataro Iwasaki

Fu fondata a metà del XIX secolo, da una famiglia di proprietari terrieri nipponici. La nascita del marchio Mitsubishi risale al 1875 come azienda di costruzioni navali, e la sua storia inizia da Yataro Iwasaki.
Nel 1877 l’impresa possedeva l’80% delle imbarcazioni e gestiva il commercio del Paese. Dal 1878 Iwasaki cominciò a diversificare i propri interessi, ed i suoi investimenti nel settore bancario, minerario ed assicurativo superarono il milione di yen. Nel 1911 la piccola compagnia di imbarcazioni era divenuta un colosso industriale. Uno dei successori di Yataro Iwasaki, Hisaya Iwasaki, suddivise la società in quattro tronconi: i cantieri navali, le banche e i carrelli elevatori (integrate nel 1919 nella Mitsubishi Ginkō, ora Mitsubishi UFJ Financial Group), le miniere e le assicurazioni. L'automobile non era ancora prevista. Successivamente proprio la Mitsubishi fabbricò nel 1917 la prima auto giapponese in serie. Dal 1920 la società apre un altro settore, quello aeronautico. Un anno dopo sorse la Mitsubishi Electric, specializzata in prodotti elettrici ed elettronici. Nel 1922 si cominciò a costruire autobus e camion, lasciando l'automobile in disparte. Nel 1934 i reparti navali e aeronautici furono fusi in un unico gruppo, la Mitsubishi Heavy Industries.
Durante la seconda guerra mondiale, l'industria fu impiegata a produrre mezzi corazzati, tra cui il carro armato Type 95 Ha-Go e il temibile aereo da caccia Mitsubishi A6M "Zero". Ci vollero diversi anni alla Mitsubishi per riprendersi dai danni riportati agli stabilimenti durante il conflitto. Solo nel 1959 poté proporre al mercato una piccola berlina bicilindrica a 4 posti. Nel 1970 la produzione di auto fu trasferita alla Mitsubishi Motors Corporation (MMC). Nel maggio 2014, il gruppo tedesco Siemens ha annunciato di avere sottoscritto con Mitsubishi Heavy Industries un accordo per la costituzione di una società mista (Joint Venture), per la fornitura di impianti, prodotti e servizi per l'industria siderurgica. La società mista è posseduta per il 51% da Mitsubishi e per il 49% da Siemens.

## Il marchio
Il marchio è composto da "tre petali di castagna d'acqua" (che è anche la traduzione del nome), che ne rappresentano i principi fondamentali: 
1. responsabilità comune nei confronti della società;
2. integrità e lealtà;
3. conoscenza dei popoli attraverso il commercio.

## Società di Mitsubishi
La holding è presente in numerosi settori industriali, tra cui la metallurgia (Mitsubishi Heavy Industries), la petrolchimica (Nippon Oil), la chimica fine (Mitsubishi Chemical), la lavorazione del vetro (Asahi Glass), la produzione di automobili (Mitsubishi Motors Corporation), la cantieristica navale, l'aeronautica, l'elettronica (Mitsubishi Electric) e l'agroalimentare (Kirin Brewery). È inoltre presente nel settore immobiliare con la Mitsubishi Real Estate, ed è maggiore azionista di alcune delle principali banche del Paese.

### Gruppi chiave
- Asahi Glass Co.
- The Bank of Tokyo-Mitsubishi UFJ
- Kirin Brewery Co., Ltd.
- Meiji Yasuda Life Insurance Company
- Mitsubishi Agricultural Machinery
- Mitsubishi Aluminum
- Mitsubishi Cable Industries
- Mitsubishi Chemical Corporation (parte di Mitsubishi Chemical Holdings Corporation)
- Mitsubishi Corporation (Trading company)
- Mitsubishi Electric Corporation
- Mitsubishi Estate Co., Ltd.
- Mitsubishi Fuso Truck and Bus Corporation
- Mitsubishi Gas Chemical Company, Inc.
- Mitsubishi Heavy Industries, Ltd.
- Mitsubishi Kakoki Kaisha, Ltd.
- Mitsubishi Imaging, Inc.
- Mitsubishi Logistics Corporation
- Mitsubishi Materials Corporation
- Mitsubishi Motors Corporation
- Mitsubishi Paper Mills, Ltd.
- Mitsubishi Plastics, Inc.
- Mitsubishi Rayon Co., Ltd.
- Mitsubishi Research Institute, Inc.
- Mitsubishi Shindoh Co., Ltd.
- Mitsubishi Steel Mfg. Co., Ltd.
- Mitsubishi UFJ Trust and Banking Corporation (parte di Mitsubishi UFJ Financial Group)
- Nikon Corporation
- Nippon Oil Corporation
- NYK Line (Nippon Yusen Kabushiki Kaisha)
- P.S. Mitsubishi Construction Co., Ltd.
- Tokio Marine & Nichido Fire Insurance Co., Ltd.
- Mitsubishi Nichiyu Forklift Co., Ltd.

Queste società sono membri del Mitsubishi Kinyokai (o "Friday Club"), e si incontrano mensilmente.

### Organizzazioni collegate
- Atami Yowado
- Chitose Kosan Co., Ltd.
- Dai Nippon Toryo Co., Ltd.
- The Dia Foundation for Research on Ageing Societies
- Diamond Family Club
- Kaitokaku
- Koiwai Noboku Kaisha, Ltd.
- LEOC JAPAN Co., Ltd.
- Marunouchi Yorozu Corp.
- Meiwa Corporation
- Mitsubishi C&C Research Association
- Mitsubishi Club
- Mitsubishi Corporate Name and Trademark Committee
- Mitsubishi Economic Research Institute
- The Mitsubishi Foundation
- Mitsubishi Kinyokai
- Mitsubishi Marketing Association
- Mitsubishi Motors North America
- Mitsubishi Public Affairs Committee
- The Mitsubishi Yowakai Foundation
- MT Insurance Service Co., Ltd.
- Pearl Musical Instrument Company
- Museo e biblioteca d'arte Seikado Bunko
- Shonan Country Club
- Sotsu Corporation
- The Toyo Bunko